# Uromys hadrourus
Uromys hadrourus  (Winter, 1984) è un roditore della famiglia dei Muridi, endemico del Queensland nord-orientale.

## Descrizione

### Dimensioni
Roditore di medie dimensioni, con lunghezza della testa e del corpo tra 170 e 185 mm, la lunghezza della coda tra 185 e 195 mm, la lunghezza del piede tra 37 e 38 mm, la lunghezza delle orecchie tra 20 e 25 mm e un peso fino a 205 g.

### Aspetto
Le parti superiori variano dal fulvo al marrone, con tinte rossicce sul capo, sul collo e alla base delle orecchie, mentre le parti ventrali sono bianche. Due anelli più scuri circondano gli occhi. La coda è più lunga della testa e del corpo, è sottile, priva di peli ed è uniformemente grigia con la punta bianca. Il cariotipo è 2n=48 FN=56.

## Biologia

### Comportamento
È una specie terricola e territoriale. È solito tracciare i percorsi utilizzando radici, arbusti e tronchi.

### Alimentazione
Si nutre di noci degli alberi della foresta tropicale e di insetti terrestri, inclusi gli scarafaggi.

### Riproduzione
La stagione riproduttiva va da novembre a gennaio.

## Distribuzione e habitat
Questa specie è diffusa sul Thornton Peak, il Mount Carbine Tableland e le Lamins Hills - Mount Bartle nell'Atherton Tableland, Queensland nord-orientale, Australia.
Vive nelle foreste pluviali, all'interno di zone ricche di torrenti, densa vegetazione e grossi alberi, tra 550 e 1.200 metri di altitudine.

## Conservazione
La IUCN Red List, considerato l'areale ristretto a soltanto 3 località, classifica M.hadrourus come specie vulnerabile (VU).